# Металопрокатний завод у Хамрії (Hamriyah Steel)
Металопрокатний завод у Хамрії (Hamriyah Steel) – підприємство металургійної промисловості, яке працює у індустріальній зоні Хамрія в еміраті Шарджа (Об’єднані Арабські Емірати).
Завод компанії Hamriyah Steel, який став до ладу в 2010 році, використовує сортову заготовку для виробництва будівельної арматури. Його основне обладнання становить прокатний стан від компанії SMS Meer, що має потужність 1 млн тон на рік.
Проект спільно реалізували російська компанія «Металоінвест», яка може виступати постачальником сортової заготовки, та емір Абу-Дабі шейх Халіфа ібн Зайд Аль Нагаян.